# مرج ميثلون
مرج ميثلون هو سهل داخلي في محافظة جنين في الضفة الغربية، تعود ملكية معظم أراضيه لأهالي ميثلون يطل عليه عدة قرى وبلدات وهي ميثلون، جربا، مسلية،صير (جنين)، الجديدة، سيريس (جنين)، صانور وجبع ويطلق عليه أهل البلدة اسم (الغرق)، كان قديما يتميز بالبطيخ الذي يزرع فيه، حيث كان البطيخ الميثلوني مضرباً للأمثال. مرج ميثلون يقع إلى الجنوب الشرقي من جنين ويشتهر بخصوبة أرضه ويوجد به ابار مياه لزراعة الخضروات وتبلغ مساحته حوالي 16.000 دونم، يمتلئ بعض السنين بالماء تماما ويبدو كبحبرة جميلة، يطل على المرج جبل حريش الشاهق ويعتبر ثالث أكبر مرج في فلسطين.